# Passiflora pedicellaris
Passiflora pedicellaris är en passionsblomsväxtart som beskrevs av J.M.Macdougal. Passiflora pedicellaris ingår i släktet passionsblommor, och familjen passionsblomsväxter. Inga underarter finns listade i Catalogue of Life.